# 데이비드 오텅가
데이비드 오퉁가(David Otunga)는 본명은 데이비드 대니얼 오텅가 시니어(David Daniel Otunga Sr., 1980년 4월 7일 ~ )로 미국의 남자 프로레슬링선수, 변호사, 배우다. 일리노이주에서 태어났다. WWE 제휴단체인 플로리다 챔피언십 레슬링을 거쳐 NXT 시즌1에 참가하였고 넥서스의 멤버였다. 키는 183cm 몸무게는 110kg이다.
마이클맥길리커티와 WWE태그팀챔피언 1회 태그팀챔피언하였다그는 라킨 고등학교를 완벽한 4.0 GPA로 졸업하고 일리노이 대학교 졸업 후 컬럼비아 대학의 인지 신경과학 연구소 소장으로 일했다. 나중에는 하버드 로스쿨을 졸업하고 일리노이주 변호사 시험 합격 후 유명 시카고 로펌 시들리 오스틴(Sidley Austin)에 입사한 것으로도 유명하다. 현재 WWE 슈퍼스타즈 메인 이벤트에서 해설자로 나오고 있는중이다.

## 수상
- WWE 태그팀 챔피언 (구 버전) 2회 - 존 시나 (1회), 마이클 맥길리커티 (1회)
- NXT 시즌 1 참가자 (준우승자)
- 2010년 슬레미 어워즈 가장 충격적인 장면 - 넥서스의 첫 등장